# Lorenzo Zúñiga Owono
Lorenzo Zúñiga Owono (Puerto del Rosario, 18 de enero de 2003), conocido como Loren Zúñiga, es un futbolista hispano-ecuatoguineano que juega como delantero en el Real Madrid Castilla de la Primera Federación y la selección de Guinea Ecuatorial. Es hijo del exfutbolista Zúñiga.

## Trayectoria
Nacido en Fuerteventura, Provincia de Las Palmas, es hijo del exfutbolista malagueño de los años 90 Lorenzo Zúñiga Ocaña, tras su paso en 2003 por la Unión Deportiva Fuerteventura. Loren es un jugador formado en la cantera del Málaga C. F., en el que iría quemando etapas hasta jugar en la temporada 2019-20, en el equipo juvenil del San Félix malagueño.
En la temporada 2020-21, juega en el Málaga C. F. Juvenil "A" de la División de Honor, a las órdenes de Nacho Pérez.
En febrero de 2021, tras marcar la cifra de 16 goles con el equipo de División de Honor Juvenil, renovaría su contrato con el Málaga C. F. hasta 2024.
El 14 de marzo de 2021, debutó en la Segunda División de España ante la U. D. Logroñés en un encuentro que acabaría con victoria por cero goles a uno. En la misma temporada, jugaría otros dos partidos más frente a Girona F. C. y C. D. Leganés.
Tras realizar la pretemporada en verano de 2021 con el primer equipo, en la temporada 2021-22, forma parte de la plantilla del Atlético Malagueño de la Tercera División de España y alterna partidos con el primer equipo del Málaga C. F. de la Segunda División de España.
El 29 de diciembre de 2023, Zúñiga se disvinculó del Málaga.

## Internacional
De padres españoles y abuelo materno ecuatoguineano, Zúñiga es elegible por España y Guinea Ecuatorial.
En agosto de 2021, fue convocado por la Selección de fútbol sub-19 de España.
El 31 de mayo de 2025, Zúñiga recibió su primer llamado a la absoluta de Guinea Ecuatorial. Seis días después, hizo su debut, como titular en un amistoso perdido contra Gambia.

## Clubes
| Club               | País   | Año       | Partidos | Goles |
| ------------------ | ------ | --------- | -------- | ----- |
| Atlético Malagueño | España | 2020-2023 | 25       | 15    |
| Málaga C. F.       | España | 2021-2023 | 44       | 0     |